# Stanley Turrentine
Stanley Turrentine (født 5. april 1934 i Pittsburgh, Pennsylvania - død 12. september 2000 i New York City, New York, USA) var en amerikansk jazztenorsaxofonist.
Turrentine har bl.a. spillet i Earl Bostic, Max Roach og Tadd Damerons grupper i 1950´erne. Han begyndte at spille jazz og rythm & blues, og var inspireret af Illinois Jacquet. Spillede senere i 1960´erne med Jimmy Smith og egne grupper, hvor han slog mere over i souljazz stil. Turrentine har indspillet et hav af plader i eget navn på pladeselskabet Blue Note. Han slog over i Fusion´s stil i 1970´erne op gennem 1980´erne og 1990´erne hvor han spillede og indspillede med folk som George Benson, Freddie Hubbard, Bob James, Ron Carter, Kenny Burrell, Donald Byrd, Horace Silver, Horace Parlan, Diana Krall etc. Han er bror til trompetisten Tommy Turrentine, og var gift med organisten Shirley Scott.

## Udvalgt Diskografi
- 960: Look Out! (1960)
- Blue Hour (with The Three Sounds)(1960)
- Comin' Your Way (1961)
- Up at "Minton's", Volume 1 [live] (1961)
- Up at "Minton's", Volume 2 [live] (1961)
- Dearly Beloved (with Shirley Scott) (1961)
- ZT's Blues (released 1985) (1961)
- That's Where It's At (with Les McCann)(1962)
- Jubilee Shout!!! (released 1986)(1962)
- Never Let Me Go (with Shirley Scott) (1963)
- A Chip Off the Old Block (with Shirley Scott) (1963)
- Hustlin' (with Shirley Scott) (1964)
- In Memory Of (released 1980) (1964)
- Mr. Natural (released 1980) (1964)
- Joyride (1965)
- Rough 'n' Tumble (1966)
- Easy Walker (1966)
- The Spoiler (1966)
- A Bluish Bag (1967)
- The Return of the Prodigal Son (1967)
- The Look of Love (1968)
- Common Touch (with Shirley Scott) (1968)
- Always Something There (1968)
- Another Story (1969)

## Udvalgt Diskografi som sideman
- Quiet as It's Kept (1959) - med Max Roach
- Moon Faced and Starry Eyed (1959)- med Max Roach
- Long as You're Living [live] (1960) - med Max Roach
- Parisian Sketches (1960) - med Max Roach
- Midnight Special (1960) - med Jimmy Smith
- Back at the Chicken Shack (1960) - med Jimmy Smith
- Serenade to a Soul Sister (1968) - med Horace Silver
- A.T.´s Delight (1960) - med Art Taylor
- Midnight Blue (1963) - med Kenny Burrell
- Only Trust your Heart (1994) - med Diana Krall
- The Blues and me (1996) - med Georgie Fame

## Eksterne Henvisninger
- om Stanley Turrentine på www.allmusic.com